# Kaye Abad
Katherine Grace (17 de mayo de 1982 en Pensilvania, Estados Unidos), conocida artísticamente como Kaye Abad, es una actriz y cantante filipina, miembro de la cadena televisiva ABS-CBN del círculo de talentos, donde ha cosechado su propia nominación de Star Magic en el Lote 3 en 1993. Su novio actual es el cantante Chito Miranda de Parokya ni Edgar, además es hermana menor de Sara Abad, que está casada con el cantante Jay Contreras de Kamikazee. 

## Filmografía

### Televisión
| Año  | Filmes                                                   | Personajes                          | Otras notas |
| ---- | -------------------------------------------------------- | ----------------------------------- | ----------- |
| 1993 | Ang TV                                                   | Kaye Abad                           | ABS-CBN     |
| 1995 | Kaybol: Ang Bagong TV                                    | Kat-Kat                             | ABS-CBN     |
| 1996 | Gimik                                                    | Kakai Marquez                       | ABS-CBN     |
| 1997 | Mula Sa Puso                                             | Glenda                              | ABS-CBN     |
| 1998 | Maalaala Mo Kaya: "Aklat"                                | Ning-Ning                           | ABS-CBN     |
| 1998 | Sa Sandaling Kailangan Mo Ako                            | Eloisa                              | ABS-CBN     |
| 1999 | Tabing Ilog                                              | Epifania 'Eds' delos Santos-Mercado | ABS-CBN     |
| 2000 | Maalaala Mo Kaya: "Burger Joint"                         | Tin-tin                             | ABS-CBN     |
| 2001 | Maalaala Mo Kaya: "Banyo"                                | Nanette                             | ABS-CBN     |
| 2002 | Sa Dulo Ng Walang Hanggan                                | Sophia Bustamante Ilagan            | ABS-CBN     |
| 2002 | Maalaala Mo Kaya: "Suman at Ketchup"                     | Bernadette                          | ABS-CBN     |
| 2003 | Maalaala Mo Kaya: "Mikropono (The Carol Banawa Story)"   | Carol Banawa                        | ABS-CBN     |
| 2003 | Maalaala Mo Kaya: "Pawikan"                              | Roxanne                             | ABS-CBN     |
| 2003 | Sana'y Wala Nang Wakas                                   | Shane Diwata                        | ABS-CBN     |
| 2004 | Tara Tena: Steps to the Heart                            | Marla                               | ABS-CBN     |
| 2004 | Wansapanataym: Mic ni Monique                            | Monique                             | ABS-CBN     |
| 2005 | Maalaala Mo Kaya: "Bestida                               | Ilang                               | ABS-CBN     |
| 2006 | Super Inggo                                              | Cynthia                             | ABS-CBN     |
| 2007 | Maalaala Mo Kaya: "Blue Rose"                            | Patty                               | ABS-CBN     |
| 2007 | Super Inggo 1.5                                          | Cynthia                             | ABS-CBN     |
| 2009 | May Bukas Pa                                             | Minerva                             | ABS-CBN     |
| 2009 | Precious Hearts Romances Presents: Bud Brothers Series   | Pepper / Peppermint Nuque           | ABS-CBN     |
| 2009 | Rubi                                                     | Elena de Ferrer                     | ABS-CBN     |
| 2009 | Precious Hearts Romances Presents: Somewhere In My Heart | TBA                                 | ABS-CBN     |

### Películas
- Ang TV: The Movie
- Flames: The Movie
- Nagbibinata
- Gimik The Reunion
- Mila
- Batas ng lansangan
- Kung ikaw ay isang panaginip
- Ang Tanging Ina

## Premios
- First Runner-up for Best Actress Asian TV Awards (1998)

### Video musical
- Martyr Nyebera by Kamikazee